# You Don't Know Me (serie de televisión)
You Don't Know Me es una serie de televisión británica de cuatro partes. Se basa en la novela policíaca de 2017 del mismo nombre de Imran Mahmood. El primer episodio se estrenó en BBC One el 5 de diciembre de 2021, con la serie disponible para transmitir en BBC iPlayer después de la transmisión. Tuvo un lanzamiento internacional en Netflix el 17 de junio de 2022.

## Reparto
- Samuel Adewun como el héroe.
- Sophie Wilde como Kyra.
- Bukky Bakray como Bless.
- Roger Nsengiyumva como Jamil.
- Tuwaine Barrett como Curt.
- Yetunde Oduwole como Adebi.
- Nicolás Khan como Sam.

## Producción

### Desarrollo
En febrero de 2020 se anunció que Snowed-In Productions adaptaría la novela de Mahmood para la BBC con Tom Edge como escritor y Sarmad Masud como director. Jules Hussey es productor de la serie y Rienkje Attoh es productora. Los productores ejecutivos son Kate Crowe y Lucy Richer de la BBC, así como Ruth Kenley-Letts, Neil Blair y Jenny Van Der Lande.

### Casting
Bukky Bakray se unió al elenco en marzo de 2021.

### Rodaje
La fotografía principal comenzó en febrero de 2021 en Birmingham.

## Lanzamiento
Las primeras imágenes se revelaron en mayo de 2021. La BBC lanzó un tráiler el 16 de noviembre de 2021. The BBC released a trailer on 16 November 2021.